# هیلی فن لیت
هیلی فن لیت (هلندی: Hailey Van Lith؛ زادهٔ ۹ سپتامبر ۲۰۰۱) بازیکن زن بسکتبال ۳ نفره هلندی‌تبار اهل ایالات متحده آمریکا است.
وی در مسابقات کشوری و بین‌المللی در مجموع برندهٔ ۵ مدال طلا، ۱ مدال برنز شده است.